# Rat protiv terorizma
Rat protiv terorizma (eng. War on Terror) je krilatica za rat koji su pokrenule Sjedinjene Američke Države protiv globalne terorističke mreže Al Qaide i protu-američkih država i organizacija u svijetu, nakon terorističkih napada u američkim gradovima New Yorku i Washingtonu 11. rujna 2001. godine.

## Povod ratu protiv terorizma
Osama bin Laden je 1989. osnovao fundamentalističku terorističku skupinu Al Qaidu. Od 1996. se nalazi u Afganistanu gdje je u početku bio pod zaštitom talibanskog režima. SAD ga smatra odgovornim za napade na američka veleposlanstva u Nairobiu u Keniji i Dar es Salaamu u Tanzaniji u kolovozu 1998. kao i za druge terorističke akcije koje su kuliminirale u rujnu 2001. napadom na tornjeve WTC-a u New Yorku te na zgradu Pentagona u Washingtonu.

## Američke i NATO-ove operacije
Doktrina preventivnog ratovanja praktično je primijenjena u listopadu 2001. pokretanjem rata u Afganistanu protiv talibanskog režima u kojem se bin Laden i nalazio te rata u Iraku u travnju 2003. protiv Sadama Huseina koji je optužen za suradnju s Al Qaidom i za posjedovanje oružja za masovno uništenje.
U Afganistanu je SAD održao privid multilateralne strateške suradnje, tražeći i dobivajući odobrenje te potporu velikog dijela međunarodne zajednice ponajprije od saveznika u NATO-u. Nasuprot tome, za rat u Iraku je postojalo snažno protivljenje većine država i široke svjetske javnosti, a SAD je nastavio djelovati izvan okvira UN-a te je uz potporu Velike Britanije napao Irak. Riječ je o dvama konvencionalim ratovima pokrenutima s ciljem borbe protiv novog, nekonvencionalnog neprijetelja u okviru borbe protiv terorizma.

### OperacijaTrajna sloboda

#### Tijek rata u Afganistanu
Nakon napada na SAD, svjetska se pozornost usmjerila prema Afganistanu. Budući da su NATO-u i Pakistanu predočeni dokazi o krivnji bin Ladena za napade, SAD i Velika Britanija su u Afganistanu započele vojnu operaciju pod nazivom Trajna sloboda. Prvotni američki cilj u ratu protiv terorizma je bilo uništenje al-Qaide te svrgavanje talibanskog režima koji je njoj i njezinom vođi Osami bin Ladenu davao utočište. 
Vojne operacije započete su 7. listopada 2001. zračnim udarima na talibanske ciljeve i logore al-Qaide diljem Afganistana. Američke snage potpomogle su borbu protutalibanskih snaga Sjevernog saveza, koje su do prosinca oslobodile sve važnije gradove. Američke specijalne jedinice, zajedno sa specijalnim jedinicama britanskog i australskog SAS-a, stezale su obruč oko al-Qaidina vodstva, od kojeg su mnogi pohvatani, no u njihovom nastojanju izmakao je vođa al-Qaide Osama bin Laden. 
Predaja talibanskog uporišta Kandahara 7. prosinca označila je kraj talibanskog režima. Nakon toga je došlo do ustoličenja nove, prijelazne vlade na čijem je čelu predsjednik Hamid Karzai (od 23. prosinca 2001.).
Iako je slom talibanskog režima dočekan s određenim zadovoljstvom među afganistanskim narodima odluka novih gospodara da vrše okupaciju do minimalno 2010. godine rezultira početkom gerilskog rata pod ponovnim rukovodstvom Talibana u južnoj polovici zemlje. Osama bin Laden nikad nije uhvaćen.
Situacija u Afganistanu ostala je nestabilna kao što pokazuju neprestane borbe između američkih i talibanskih snaga, sukobi između pakistanske vojske i gerilaca u graničnim područjima Afganistana i Pakistana, kao i poteškoće vlade potpomognute SAD-om pri proširivanju vlastitog utjecaja izvan Kabula.

### Ostali sukobi i previranja
Podgrijane početnim uspjehom u Afganistanu i neuspjehom u hvatanju Osame bin Ladena, američke vlasti usmjeravaju svoju pažnju na Irak. Nakon medijske i političke kampanje američki predsjednik George W. Bush uspijeva dobiti potporu svoga biračkog tijela, te potporu vlada Velike Britanije, Australije te nekih drugih zemalja članica NATO-a. Važno je napomenuti, da su SAD bile jedina država čije stanovništvo je podržalo invaziju Iraka dok su sve ostale poslale svoje vojnike protivno narodnim željama. 
U duhu «rata protiv terorizma» SAD je 2006. podržao izraelski napad na Libanon s ciljem uništenja Hezbollaha, koju Amerikanci proglašavaju terorističkom organizacijom. Usprkos velikim libanonskim civilnim žrtvama i sveobuhvatnoj američkoj vojnoj i diplomatskoj potpori Izraelu, rat u Libanonu završio je neodlučeno.
Američki političari najavljuju da će se «Rat protiv terorizma» nastaviti i dalje. Predlažu se napadi na sela u Pakistanu za koja se sumnja da su baze Al-Qaide. Bijela kuća povremeno prijeti napadom na Siriju i Iran pod izgovorom da te države podupiru terorizam ili (u slučaja Irana) razvijaju nuklearno oružje. Debakl američke vojske u okupaciji Iraka zacijelo je spriječio Amerikance da ostvare prijetnje i nastave invazije na Bliskom stoku. 
U Europi Amerikanci započinju graditi sistem protubalističkih raketa u Češkoj (radar) i Poljskoj (raketni silosi) uvjeravajući svoje saveznike u NATO paktu daje to nužna zaštita protiv mogućih iranskih ili čak sjeverno korejskih raketa. Dok europski političari podržavaju projekt, obični građani izražavaju negodovanje.  Rusi u potpunosti odbacila prilično neuvjerljivi izgovor postavljanja raketnog sustava te su odlučili prekinuti sporazume o ograničavanju naoružavanja jer SAD ubrzanom izgradnjom vojnih baza zapravo želi ugroziti strateški položaj Rusije.
Daljnji tijek «Rata protiv terorizma» uvelike ovisi o tome mogu li Amerikanci nagovoriti (ili natjerati) svoje saveznike da pruže veću financijsku, vojnu i političku potporu za njihove težnje.

## Paradoksi «Rata protiv terorizma»
Američki «obrambeni» »Rat protiv terorizma» na kraju ne samo da jača terorističke pokret Al-Qaide, već i koristi terorističke metode zastrašivanja i torture. Jedno od najpoznatijih mučilišta je zatvor Guantanamo na otoku Kubi, gdje se navodni teroristi podvrgavaju brutalnom ispitivanju i torturi bez ikakvog suda. Drugo svjetski poznato mučilište je Abu Ghraib gdje su američki vojnici ponižavali i zlostavljali zatvorenike na najgnusnije načine. Ti zločini bi vjerojatno bili zataškani i zaboravljeni, da sami mučitelji u svojoj aroganciji nisu sami postavili fotografije mučenja na internet. Šokantne fotografije torture zapanjile su svijet tim više što američki vojnici na snimkama ostavljaju dojam da se dobro zabavljaju ponižavanjem nesretnih zatvorenika. Vojnici i vojnikinje koji su činili sadističke zločine smatrali su o oblikom zabave kao i društveno prihvatljivim postupkom (inkriminirajuće fotografije su sami postavili na Internet). Protiv nekih od vojnikinja i vojnika s fotografija provedeni su sudski procesi koji su urodili tek simboličnim kaznama. 
Administracija predsjednika Busha potpuno je zakazala pripremanju dugoročnih planova za tijek «Rata protiv terorizma», a neki od rezultata bili su potpuno suprotni od očekivanih. Zagovornici napada na Irak najavljivali su brzu pobjedu, uvođenje demokracije i stvaranje modernog Iraka koji će biti snažan američki saveznik u regiji. Posljedice invazije su bile katastrofalne za mnoge Iračane jer Amerikanci nisu pokušavali zaustaviti anarhiju na ulicama iračkih gradova već su se samo brinuli da osvoje neoštećenu infrastrukturu za vađenje nafte. Sadam Husein je bio sekularni diktator pa su Amerikanci pokušali postaviti marionetsku vladu Iada Alawia jer su smatrali da će Iračani poštovati sekularni autoritet. Taj naivni potez je pokazao koliko su Amerikanci pogriješili u procijeni iračke situacije. Na prvim izborima pobijedile su stranke sa snažnim vjerskim predznakom. Kako su većina Iračana šijiti, to je u praksi značilo da će ojačati utjecaj Irana na politička zbivanja. 
Američka diplomacija s određenim uspjehom je nagovorila brojne države da prihvate rezoluciju 98 kojom američki državljani de facto dobivaju potpuni imunitet od bilo koje kaznene odgovornosti pred Međunarodnim sudom u Haagu.

## Hrvatska i «Rat protiv terorizma»
Amerikanci su ubrzo nakon terorističkih napada 11. rujna zatražili od Hrvata da prekinu izgradnju torpednih čamaca namijenjenih iranskoj mornarici. Hrvatski političari su to bespogovorno prihvatili nanijevši veću financijsku štetu. Veliko je pitanje koliko bi ti torpedni čamci uopće ugrožavali američku flotu u Perzijskom zaljevu, ali sigurno je da je financijski gubitak na štetu Hrvatske bio znatan.
Nakon što je talibanski režim srušen, u Afganistan su upućeni vojnici NATO pakta pod zapovjedništvom Američke vojske. Hrvatska vojska je također poslala odred vojne policije za osiguravanje krhkog mira, a vrlo vjerojatno da će u Afganistan biti poslani dodatna pojačanja u ljudstvu. Hrvatska javnost je s negodovanjem dočekala invaziju na Irak, što se najbolje vidi u drastičnom padu potpore ulasku Hrvatske u NATO pakt od 2003. godine. Hrvatski političari su odlučili da se odluka o ulasku u NATO provede u Saboru (gdje gotovo svi političari pružaju bezrezervnu potporu NATO-u i vanjskoj politici SAD-a) nego da riskiraju odbacivane ulaska na referendumu. Bilo je prijedloga da Sabor prihvati i rezoluciju o neizručivanju Amerikanaca Međunarodnom sudu (jedan od zagovaratelja tog postupka je Anto Đapić) u zamjenu za američku potporu obustavljanja progona hrvatskih generala na Haaškom sudu, no od toga nije bilo ništa jer sama Amerika vrši pritisak da se tim generalima sudi.
Zbog potpune političke i gospodarske podređenosti Hrvatske stranim silama, za očekivati je da će se Hrvatska znatnije upletati u «Rat protiv terorizma», a da će pri tome osjetno slabiti hrvatsko ratno zrakoplovstvo i hrvatska ratna mornarica koje su od male koristi američkom zapovjedništvu.

## Unutarnje poveznice
- Terorizam
- Rat u Iraku 2003.